# World Water Week in Stockholm

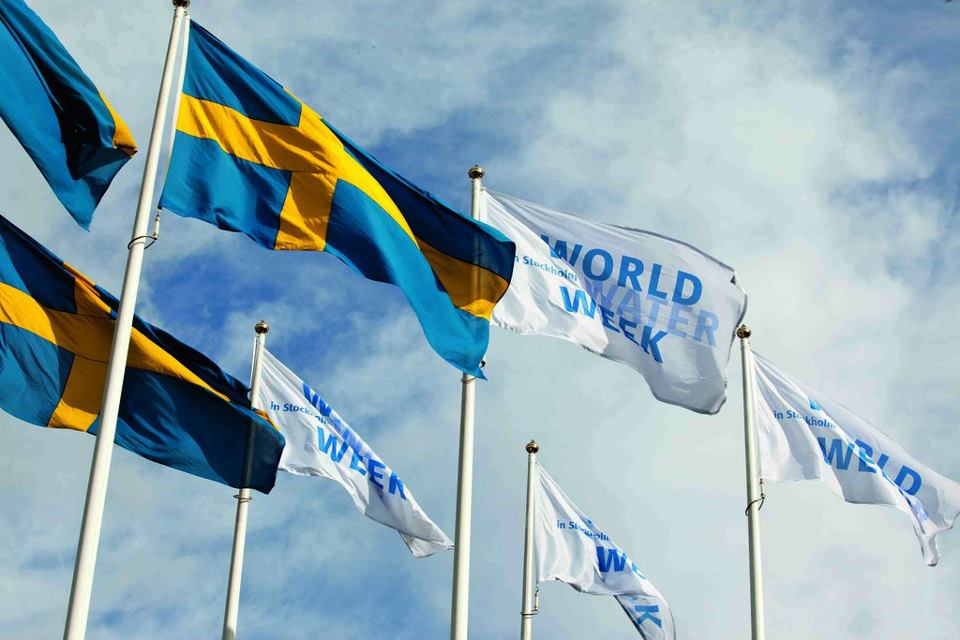
World Water Week i Stockholm, [http://www.worldwaterweek.org worldwaterweek.org

World Water Week i Stockholm är en global vattenkonferens som arrangeras av Stockholm International Water Institute (SIWI). Konferensen hålls en gång om året i augusti eller september och pågår i en vecka, med över 2500 deltagare från hela världen. Veckan attraherar forskare, experter, näringsliv, politiker, beslutsfattare, statliga myndigheter liksom icke-statliga organisationer (NGO:s), FN-organ och andra internationella aktörer.  
Konferensen innefattar paneldebatter, vetenskapliga workshops, affischutställningar, seminarier, samt flera olika sidoevenenemang. Över 200 organisationer från runt 130 länder världen över samarbetar i organisationen av seminarier och evenemang under veckan.
Konferensen syftar till att överbrygga vetenskap, politik och praktik genom att vara ett dynamiskt forum för politiker, näringsliv och organisationer med kopplingar till vattensektorn. Världsvattenveckan möjliggör för deltagarna att utbyta åsikter och erfarenheter, bilda samarbeten och skapa gemensamma lösningar till världens vattenutmaningar.
På konferensen delas även priser ut till vinnarna av Stockholm Water Prize, Stockholm Junior Water Prize, Svenska Juniorvattenpriset, Stockholm Industry Water Award, och WASH Media Award.  

## Historia
Konferensen började 1991 under namnet the Stockholm Water Symposium och har sedan dess utförts varje år. 2001 fick konferensen namnet World Water Week in Stockholm.

## Tidigare års teman
- 1992-1997: "Minimising Harmful Fluxes From Land to Water"
- 1998-2002: "Water is the Key to Socio-economic Development and Quality of Life"
- 2003-2007: "Drainage Basin Security: Prospects for Trade Offs and Benefit Sharing in a Globalised World"
- 2008: "Progress and Prospects on Water: For A Clean and Healthy World."
- 2009: "Responding to Global Changes: Accessing Water for the Common Good with Special Focus on Transboundary Waters"
- 2010: "Responding to Global Changes: The Water Quality Challenge - Prevention, Wise Use and Abatement"
- 2011: "Responding to Global Changes: Water in an Urbanising World"
- 2012: "Water and Food Security"

- 2020: Water and Climate Change: Accelerating Action